# الانتخابات في ترينيداد وتوباغو
تنتخب ترينيداد وتوباغو مجلس نوابها (المجلس الأدنى من هيئتها التشريعية) على المستوى الوطني. يتم اختيار رئيس الحكومة، رئيس الوزراء، من بين الممثلين المنتخبين على أساس حصوله على دعم أغلبية المشرعين. يتكون برلمان جمهورية ترينيداد وتوباغو من غرفتين. يتألف مجلس النواب من 41 عضوًا، يُنتخبون لمدة أقصاها خمس سنوات في دوائر انتخابية ذات مقعد واحد. يتألف مجلس الشيوخ من 31 عضواً: منهم 16 عضواً حكومياً يتم تعيينهم بناءً على نصيحة رئيس الوزراء، و6 أعضاء في مجلس الشيوخ من المعارضة يتم تعيينهم بناءً على نصيحة زعيم المعارضة، وتسعة من أعضاء مجلس الشيوخ المستقلين الذين يعينهم الرئيس لتمثيل قطاعات أخرى من المجتمع المدني.
يتم انتخاب الرئيس لمدة خمس سنوات من قبل هيئة انتخابية تتكون من أعضاء مجلسي البرلمان. وتشمل الهيئات المنتخبة الأخرى الهيئات الحكومية المحلية في ترينيداد (مدينتان وثلاثة أحياء وتسع شركات إقليمية)  ومجلس النواب في توباغو، الذي يتولى الحكومة المحلية في جزيرة توباغو وهو راسخ في الدستور.
حتى عام 1925، كانت ترينيداد وتوباغو مستعمرة بريطانية تحكم من خلال نظام مستعمرة التاج النقي وغير المنتخب، على الرغم من وجود مجالس بلدية ومجالس بلدية منتخبة في بورت أوف سبين وسان فرناندو. جرت أول انتخابات للمجلس التشريعي في عام 1925. تم انتخاب سبعة من الأعضاء غير الرسميين الثلاثة عشر، وتم ترشيح 6 أعضاء غير رسميين من قبل المحافظ، وجلس 12 عضواً رسمياً في المجلس التشريعي بحكم مناصبهم. كان للحاكم الحق في التصويت العادي والتصويت الإضافي لكسر أي تعادل. تم تحديد حق الامتياز على أساس الدخل والممتلكات ومؤهلات الإقامة، وكان يقتصر على الرجال فوق سن 21 عاماً والنساء فوق سن 30 عاماً. كانت انتخابات عام 1946 هي الأولى التي يتم فيها الاقتراع العام للبالغين، وخلال هذه الفترة كان هناك عدد زوجي من الأعضاء المنتخبين وغير المنتخبين (باستثناء الحاكم).

## الانتخابات الأخيرة
- الانتخابات المحلية الترينيدادية (2019)
- الانتخابات العامة في ترينيداد وتوباغو (2020)
- الانتخابات الداخلية للكونغرس الوطني المتحد (2020)
- انتخابات قيادة مجلس توباغو للحركة الوطنية الشعبية (2020)
- انتخابات مجلس النواب في توباغو (يناير 2021)
- انتخابات مجلس النواب في توباغو (ديسمبر 2021)
- الانتخابات الداخلية للكونغرس الوطني المتحد (2022)
- انتخابات قيادة الحركة الوطنية الشعبية (2022)
- الانتخابات المحلية الترينيدادية (2023)

## وصلات خارجية
- أرشيف انتخابات آدم كار
- لجنة الانتخابات والحدود